# Perséides (album)
Pour les articles homonymes, voir Perséides (homonymie).
Perséides est le cinquième album studio de l'auteure-compositrice-interprète canadienne Cœur de pirate. Il est lancé le 30 avril 2021. 
L'album est composé de dix mélodies au piano. Il s'agit donc du deuxième album instrumental de l'artiste, le premier étant la trame sonore du jeu Child of Light, en 2014.
Il été composé lors de sa convalescence après une opération des cordes vocales. Chaque morceau porte le nom d'une ville du Québec qui a marqué l'enfance et l'adolescence de Martin,.
L'album a été nommé pour le Juno de l'album instrumental de l'année en 2022.

## Liste des titres
Toutes les chansons sont écrites et composées par Cœur de Pirate.
| 1.    | Sacré-Coeur           | 2:23 |
| 2.    | Kamouraska            | 2:03 |
| 3.    | Arvida                | 2:00 |
| 4.    | Isle-aux-Coudres      | 2:53 |
| 5.    | Frelighsburg          | 1:59 |
| 6.    | Les Éboulements       | 3:10 |
| 7.    | Lost River            | 2:56 |
| 8.    | Saint-Irénée          | 2:05 |
| 9.    | Rivière-Éternité      | 3:09 |
| 10.   | Notre-Dame-du-Portage | 2:51 |
| 25:29 |                       |      |